# 10095 Карллеве
10095 Карллеве (10095 Carlloewe) — астероїд головного поясу, відкритий 9 вересня 1991 року.
Тіссеранів параметр щодо Юпітера — 3,230.